# Tachybaptus tricolor
Espèce
Tachybaptus tricolor, parfois appelé Grèbe tricolore sans que la CINFO lui ait encore attribué de nom, est une espèce d'oiseaux de la famille des Podicipedidae, autrefois considérée comme une sous-espèce du Grèbe castagneux (T. ruficollis).

## Répartition
Cette espèce vit sur Java, à Célèbes, dans les petites îles de la Sonde, en Nouvelle-Guinée et sur les îles Salomon.

## Taxinomie
D'après la classification de référence (version 14.1, 2024) de l'Union internationale des ornithologues, Le Grèbe tricolore possède 3 sous-espèces :
- Tachybaptus tricolor vulcanorum (Rensch, 1929) : Java, Petites îles de la Sonde, Îles Tanimbar  ;
- Tachybaptus tricolor tricolor (Gray, GR, 1861) : Célèbes, Banggai, Sula, des Moluques au nord-ouest de la Nouvelle-Guinée ;
- Tachybaptus ruficollis collaris (Mayr, 1945) : nord-est de la Nouvelle-Guinée, de l'Archipel Bismarck à l'île de Bougainville.